# Алкеста (Еврипид)
«Алке́ста» или «Алькеста» (более правильным был бы вариант «Алкестида», др.-греч. Ἄλκηστις) — трагедия древнегреческого драматурга Еврипида, поставленная в 438 году до н. э. Самая ранняя из сохранившихся пьес этого автора. Посвящена мифу о самопожертвовании Алкестиды, жены Адмета.

## Сюжет
В основу сюжета пьесы лёг один из фессалийских мифов. Адмет, сын царя Фер Ферета, вызвал гнев Артемиды, так как забыл упомянуть её при свадебных жертвоприношениях, когда женился на дочери царя Иолка Пелия Алкестиде. Богиня прислала в его опочивальню змей как предзнаменование близкой смерти. Мойры по просьбе Аполлона согласились принять вместо Адмета любого другого смертного, но умереть вместо него согласилась только молодая жена. Сразу после похорон Алкестиды в Ферах случайно оказался Геракл, который освободил её из Аида и вернул мужу.
До Еврипида о самопожертвовании Алкестиды писали Гесиод («Каталог женщин»), Фриних (трагедия «Алкестида»). Действие пьесы Еврипида начинается, когда главная героиня уже приняла решение. Она готова выполнить супружеский долг и пожертвовать собой ради детей, впервые появляющихся именно в этой трактовке мифа (Адмет обещает Алкестиде, что не женится во второй раз и что у Евмела с сестрой не появится злая мачеха). Еврипид изображает Алкестиду как идеальную героиню, для которой превыше всего её любовь к мужу и детям. Одна из важных черт Адмета — его гостеприимность, из-за которой он не рассказывает Гераклу о постигшем его горе.
Счастливый финал отличает «Алкестиду» от большинства произведений Еврипида. Предположительно именно поэтому автор поставил «Алкесту» на четвёртое место в драматическом цикле, участвовавшем в очередных состязаниях. Некоторые антиковеды предполагали, что «Алкеста» считалась сатировской драмой, и в связи с этим придавали большое значение проявлениям в тексте юмора и бурлеска. Однако комические элементы в действии не мешают серьёзности и патетичности сцен, связанных с основным действием.

## История текста
«Алкеста» является самой ранней из сохранившихся пьес Еврипида. Она была поставлена на сцене в 438 году до н. э. вместе с трагедиями «Критянки», «Телеф» и «Алкмеон в Псофиде», текст которых полностью утрачен, причём её поставили четвёртой (обычно это место в драматических циклах занимали сатировские драмы). По мнению исследовательницы Татьяны Гончаровой, Еврипид пытался, рассказывая в «Алкесте» о самоотверженной супружеской любви, смягчить впечатление от «Критянок» — новаторской для той эпохи истории о пылком чувстве царевны к молодому воину. В этом случае он не добился желаемого эффекта и занял в состязании только второе место после Софокла.
В эпоху Нового времени «Алкеста» стала литературной основой для ряда одноимённых опер — Жана-Батиста Люлли (1674), Георга Генделя (1750), Кристофа Вилльбальда Глюка (1767), Антона Швейцера (1773), Пьетро Алессандро Гульельми (1768).